# Coll de la Guineu
El Coll de la Guineu és una collada del terme municipal de Castellar de la Ribera, a la comarca del Solsonès.
És al sector sud-est del terme, al sud-est de Marmí, al nord de la Casavella i Vilaginés, a migdia del Masroig, al vessant sud-oest del Serrat dels Apòstols.
Està situada a 722,9 m. d'altitud, a menys de 350 m. a ponent de la capella dels Apòstols. Hi passa el Camí de Marmí.